# Страшно страшило: Поново рођено
Страшно страшило: Поново рођено (енгл. Jeepers Creepers: Reborn) амерички је натприродни слешер хорор филм из 2022. године, режисера Тимоа Вуоренсоле, са Сидни Крејвен, Имраном Адамсом, Ди Волас и Гаријем Грејамом у главним улогама. Представља наставак и рибут серијала Страшно страшило, чији је творац Виктор Салва.
Филм је премијерно приказан 19. септембра 2022. године. Добио је изразито негативне критике и многи га наводе као најгори хорор филм године. На сајту Ротен томејтоуз оцењен је са 0%. Иако је филм првобитно био најављен као први део нове трилогије, није сигурно да ће она бити реализована након неуспеха овог дела.

## Радња
Чејс је љубитељ хорор филмова и одлази са својом трудном девојком, Лејн, на хорор фестивал, који се по први пут одржава у Луизијани, у близини места где је „Страшило” починило низ убистава у претходним деловима. Лејн почиње да сумња да се у граду дешава нешто натприродно и да „Страшило” жели њену нерођену бебу. 

## Улоге
| Глумац            | Улога         |
| ----------------- | ------------- |
| Сидни Крејвен     | Лејн          |
| Имран Адамс       | Чејс          |
| Пит Брук          | Сту           |
| Оушн Наваро       | Кери          |
| Мет Баркли        | Џејми         |
| Александер Халсал | Мајкл         |
| Џоди Макулен      | Мадам Карниџ  |
| Жаро Бенџамин     | „Страшило”    |
| Џорџија Гудман    | Лејди Манила  |
| Габријел Фрилих   | Сем           |
| Ди Волас          | Мери          |
| Гари Грејам       | Роналд        |
| Ромејн Фауре      | ди-џеј Пајтон |